# Бельховка
Бельхо́вка (рос. Бельховка) — присілок у складі Юргінського району Тюменської області, Росія.
Населення — 164 особи (2010, 215 у 2002).
Національний склад станом на 2002 рік:
- росіяни — 100 %